# 鹿耳門

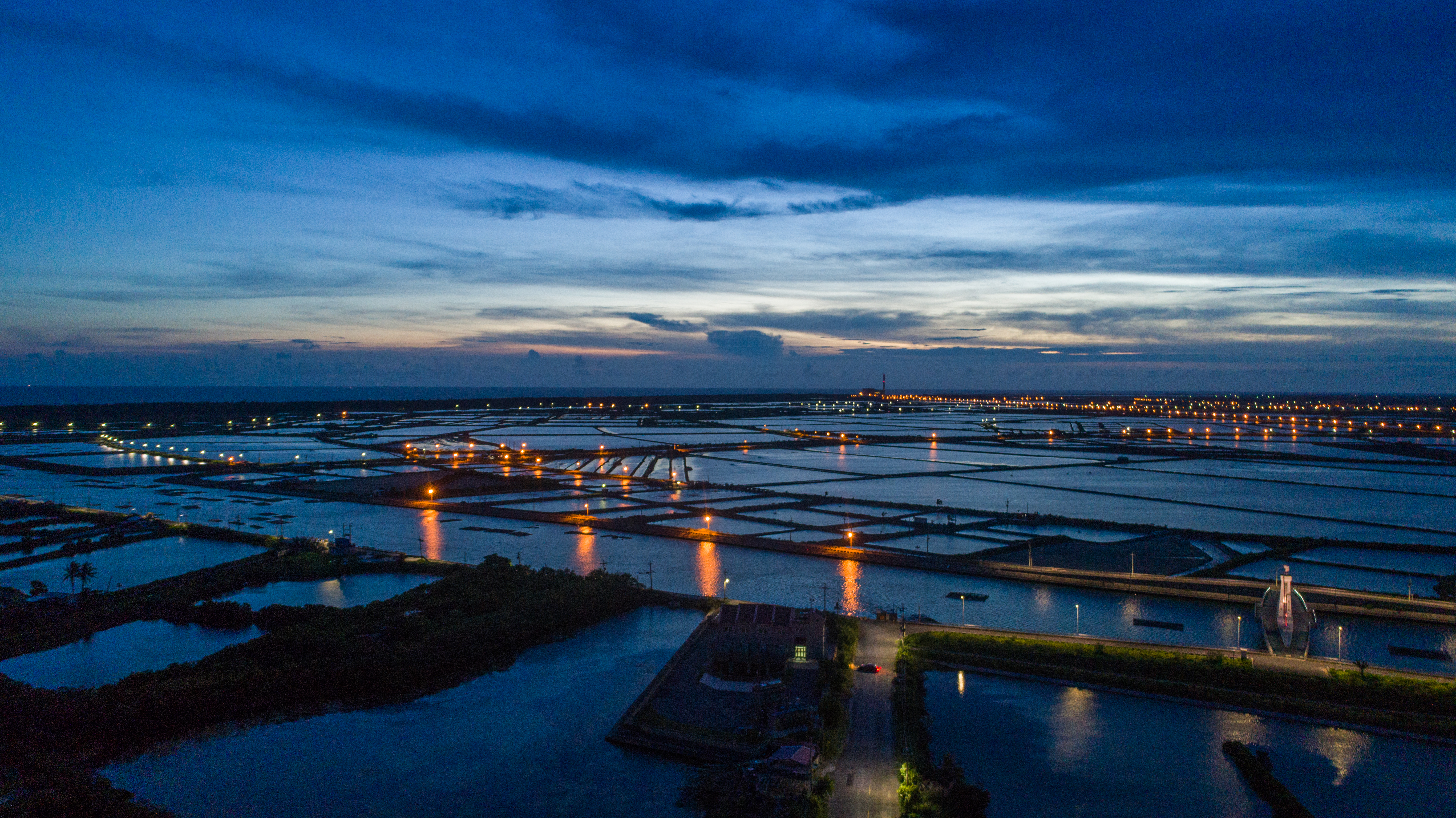
鹿耳門溪附近

鹿耳門是位於臺灣臺南市安南區的一個地名，最初用來指臺江內海與外海連通的水道及其周圍地區。鹿耳門水道南北兩邊為濱外沙洲，分別是南線（南汕）與北線（北汕），而在姚瑩《東槎紀略》〈籌建鹿耳門砲臺〉一文中提到南線又名北線尾，北線又名海翁隙:133。1643年於《熱蘭遮城日記》上出現的「Lacquymoye」一詞可視為「鹿耳門」一名在荷蘭文獻上的首次出現:11。另外在清初文獻上記載鹿耳門之名是因「形如鹿耳，分列兩旁，中有港門，鎮鎖水口」而來。而自1960年代左右開始安南區的媽祖宮與土城地區便開始爭論鹿耳門港的位置與清代鹿耳門媽祖廟的正統相關性。

## 歷史

### 荷蘭與明鄭時期

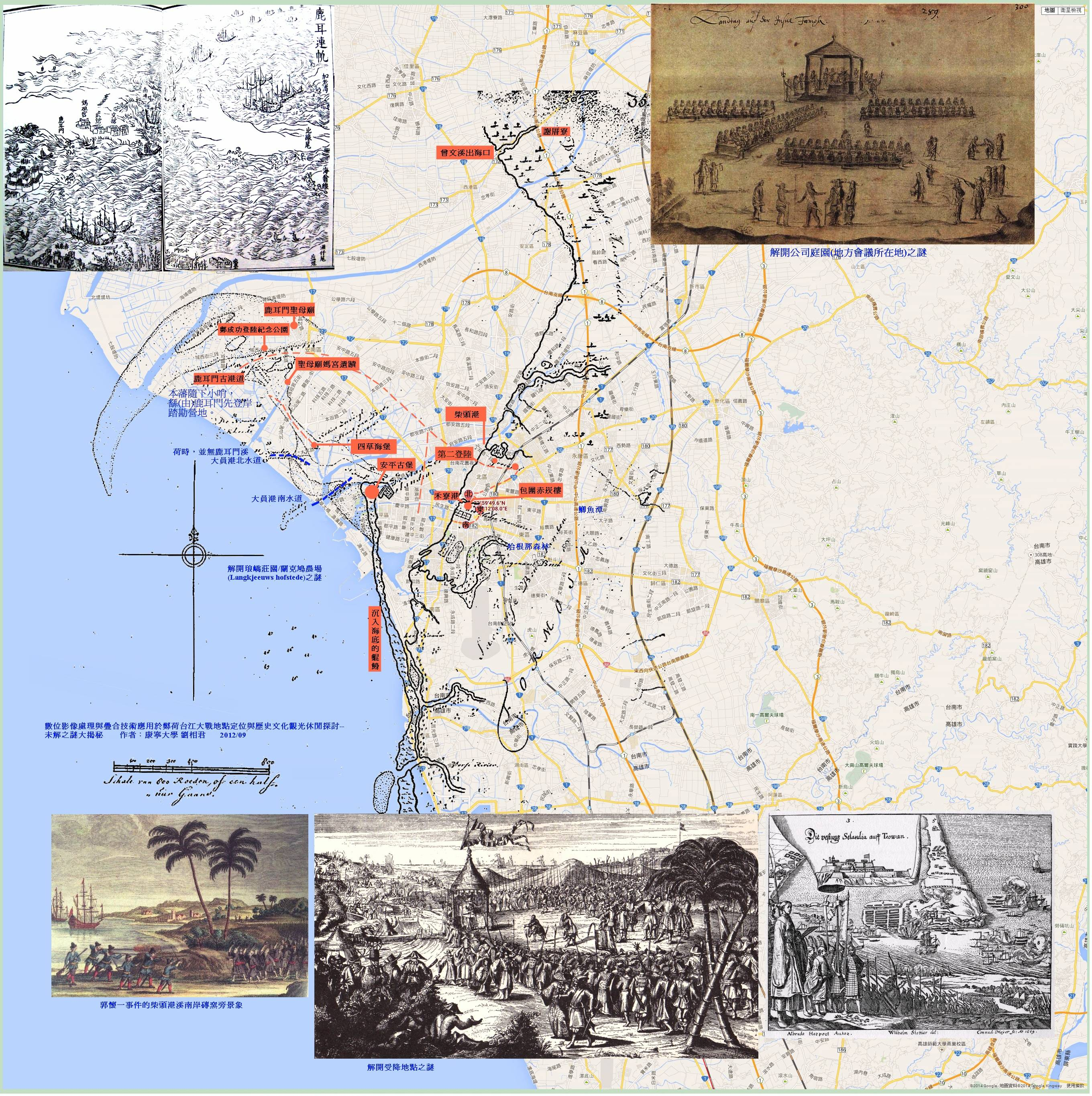
1652 Plockhoy「大員及其附近地區海圖」與2012google疊合地圖

1643年於《熱蘭遮城日誌》上出現的「Lacquymoy」一詞可視為「鹿耳門」一名在荷蘭文獻上的首次出現:11。而後在1652年由哥涅理斯·約翰松·布落克荷伊（Cornelis Jansz Plockhoy）繪製的〈手繪大員及其附近地區地圖〉於北線尾（Bassemboy）島北端標註了「Lacjemoie」（鹿耳門）與「't Gat van Lacjemoie」（鹿耳門溝）:114，而在揆一所著的《被遺誤的臺灣（'t verwaerloosde Formosa）》一書中則使用「Lakjemuyse」一詞指鄭成功水師進入臺江內海的鹿耳門水道:12。而施琅攻臺時亦是選擇從鹿耳門水道進入臺江內海:19。
在荷蘭時期，位於加老灣（Callewangh）沙洲與北線尾沙洲之間的鹿耳門可能僅是隸屬於北線尾底下的小地名，為漁夫捕魚暫時停留之處，且為漢人進行走私的地方。

### 清朝時期
清康熙年間，鹿耳門正式設港，與福建廈門對渡，當時大型商船從鹿耳門港道南招進入鹿耳門港，小型船從北招進入鹿耳門港，之後經臺防廳稽查，再搭小船經臺江內海到大井頭（康熙年間）、鎮渡頭（雍正年間）。又因為易守難攻，港門僅容兩艘船隻，水底下有鐵板沙，且又因為是唯一正口之故，所以成為船隻進入臺江內海的重要門戶，故設有重兵，於康熙五十六年（1717年）修建兩座砲臺，移駐水師300人，並有戰船5艘，雍正八年（1730年）又將海防廳移駐鹿耳門，使該地有文武二館（海防廳、汛兵千總署）。而又因為容易發生船難，故有鹿耳門媽祖廟的建立，陳文達《臺灣縣志》中記說「鹿耳門媽祖廟，康熙五十八年，各官捐俸同建」。
而到了乾隆晚期，由於鹿仔港（今彰化縣鹿港鎮）在乾隆四十九年（1784年）開放與蚶江對渡，八里坌（今新北市八里區）在乾隆五十三年（1788年）開放與五虎門對渡，使得鹿耳門不再是唯一正口，重要性受到挑戰。道光三年（1823年）七月後，因灣裡溪（今曾文溪）在暴雨後改道於鹿耳門出海，鹿耳門港道淤積，成為廢港。同治十年（1871年）時曾文溪溪水暴漲，沖毀古鹿耳門天后宮。而在舊廟被沖毀之前，神像已被搶救出來，但日後媽祖宮鹿耳門天后宮與土城正統鹿耳門聖母廟之間的紛爭亦由此埋下肇因。

## 相關作品
- 《入侵鹿耳門》（2004年，李鋅銅著）[5]
- 《禆海紀游》（郁永河著）